# Acraea cabira
Acraea cabira är en fjärilsart som beskrevs av Carl Heinrich Hopffer 1855. Acraea cabira ingår i släktet Acraea och familjen praktfjärilar. Inga underarter finns listade i Catalogue of Life.

## Bildgalleri

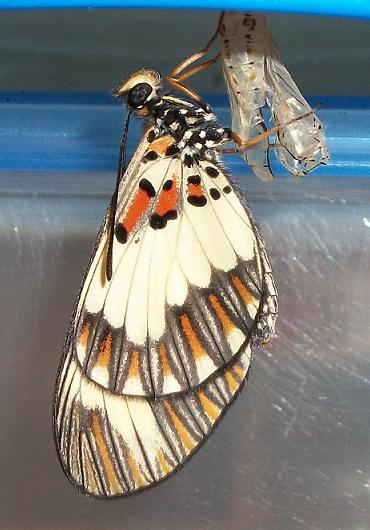